# عدنان هرليا
عدنان هرليا مواليد 10 أكتوبر 1993 في سراييفو، جمهورية البوسنة والهرسك، هو لاعب كرة قدم بوسني. يلعب في مركز الدفاع.

## المسيرة الاحترافية

### أندية لعب لها
- نادي ساراييفو
- نادي رودار كاكاني

## وصلات خارجية
- عدنان هرليا على موقع قاعدة بيانات كرة القدم.إي يو (الإنجليزية)